# William Girometti
William Girometti (Milano, 9 gennaio 1924 – Bologna, 3 ottobre 1998) è stato un pittore italiano di matrice surrealista.

## Biografia
A Milano, sua città natale, trascorse l'infanzia e la prima giovinezza, e si avvicinò all'Accademia di Brera negli anni della seconda guerra mondiale.
Terminata la guerra, viaggiò e soggiornò in altre città italiane; a Ferrara nel 1954 conobbe la donna che diversi anni più tardi sarebbe diventata sua moglie.
Sempre a Ferrara, in particolare a Pontelagoscuro, nei primi anni cinquanta entrò in contatto con un gruppo di giovani pittori, fra cui Tito Salomoni, con i quali instaurò un rapporto di profonda amicizia e che lo incoraggiarono a fare della pittura la propria professione.
Inizialmente, infatti, si era dedicato alla scultura, che non abbandonò del tutto fino alla fine degli anni sessanta, come dimostra una recensione del 1968 in cui il critico Fiorani apprezza la «sicura padronanza dei mezzi espressivi», l'«incisività dei volti», la «ritmica armoniosa» e il «perfetto equilibrio tra forma, luce e spazio». 

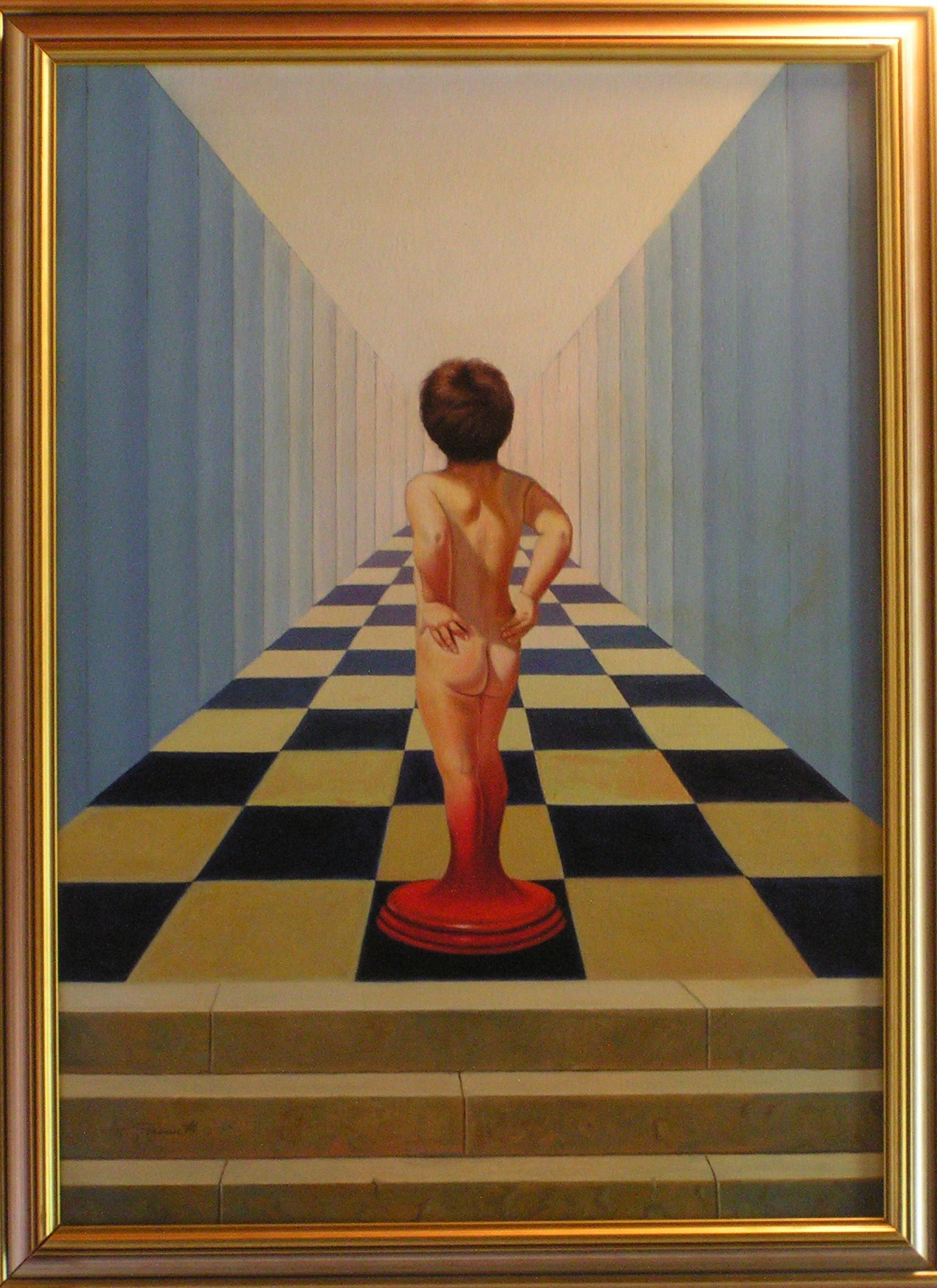
Disamina della verità obiettiva

Sul finire degli anni cinquanta trascorse un periodo di studio e lavoro in Francia, Svizzera, Austria, Germania, Danimarca e Svezia, per poi tornare in Italia dividendosi tra Milano e Ferrara. In particolare, a Milano espose più volte nelle rassegne della Permanente.
Negli anni sessanta iniziò la produzione, destinata a diventare copiosa, di composizioni, di trompe-l'œil e di ritratti, che gli venne per lo più commissionata da privati e mercanti d'arte; stabilitosi infine a Bologna con la moglie, nel 1971 iniziò a gettare le basi per il proprio percorso surrealistico, pur continuando a produrre opere più tradizionali su richiesta. Per ritrarre il suocero, scomparso prematuramente e quindi mai conosciuto di persona, si avvalse della foto di un medaglione delle dimensioni di pochi centimetri.
Nel 1973, con la mostra inaugurata il 24 novembre presso la galleria d'arte "Il Collezionista" di Bologna, iniziò a presentare opere di genere surrealista-metafisico in una serie di esposizioni in Italia e all'estero, sia personali che collettive, che gli fruttarono premi, riconoscimenti e recensioni su giornali, riviste, cataloghi specializzati, programmi radiofonici e televisivi italiani ed europei.
Le prime opere di genere surrealistico erano ispirate dalla realtà circostante, incentrate su temi filosofici ed ecologici, oppure dedicate a musicisti e letterati. Anche i ritratti acquisirono una chiave surreale.
La critica in generale fu concorde nel riconoscergli «eleganza compositiva», «sensibilità cromatica», «impeccabile tecnica» e «padronanza della forma», unite alla valenza contenutistica espressa attraverso l'«interessante fusione fra l'ironia e la polemica» che solo apparentemente sfocia nel pessimismo.
Alcune recensioni evidenziano sia l'efficace elaborazione degli insegnamenti di André Breton sia il richiamo a René Magritte, con cui in particolare ha in comune «l'inconsuetudine delle immagini» e «gli inganni visivi» sicuramente raggiunti anche attraverso la pratica al trompe-l'œil
Se come scultore aveva prediletto la creta, come pittore compose per la maggior parte quadri ad olio su tela o su tavola, affiancati da qualche pastello e rare tempere. Verso la fine degli anni settanta inventò una propria particolare tecnica di grafica della cui esecuzione rimase unico conoscitore.
Compose anche alcuni versi, e nel dépliant della mostra presso "Il Collezionista" venne pubblicata una sua poesia.
Negli ultimi anni si dedicò allo studio del vetro e sperimentò nuove realizzazioni estetiche di temi costanti; alla sua scomparsa nel 1998 un Nettuno surreale e altre due opere rimasero incompiute.
Pochi mesi prima di morire venne gratificato da una retrospettiva a lui interamente dedicata, organizzata dall'Università e dal Comune di Bologna.

## L'arte di Girometti
Nel 1976 il critico Otello Mario Martinelli introdusse un'intervista radiofonica sintetizzando il percorso artistico di William Girometti: «dai primi entusiasmi impressionistici, che risalgono al 1960, accondiscendendo alla sua naturale predisposizione per la figura umana, ha realizzato molti ritratti - anche utilizzando la scultura - mentre l'evoluzione interiore lo porta alla pittura della realtà con composizioni e trompe-l'oeil che interpreta con morbidezza di segno e armonia di colori. Nel 1971 si entusiasma per il surrealismo».
Sui rapporti di Girometti con il Surrealismo più di un critico sottolinea come l'adesione ad una corrente pittorica non abbia impedito all'artista di esprimersi in maniera originale, esternando il «contenuto del suo pensiero» e dando prova di una «personalità inconfondibile»: «un artista che ha identificato nel Surrealismo la più rispondente tra le forme espressive», dimostrandosi "«un validissimo prosecutore» di un movimento nato come «propugnatore di un sostanziale rinnovamento interiore, atto a migliorare la natura stessa di una società».

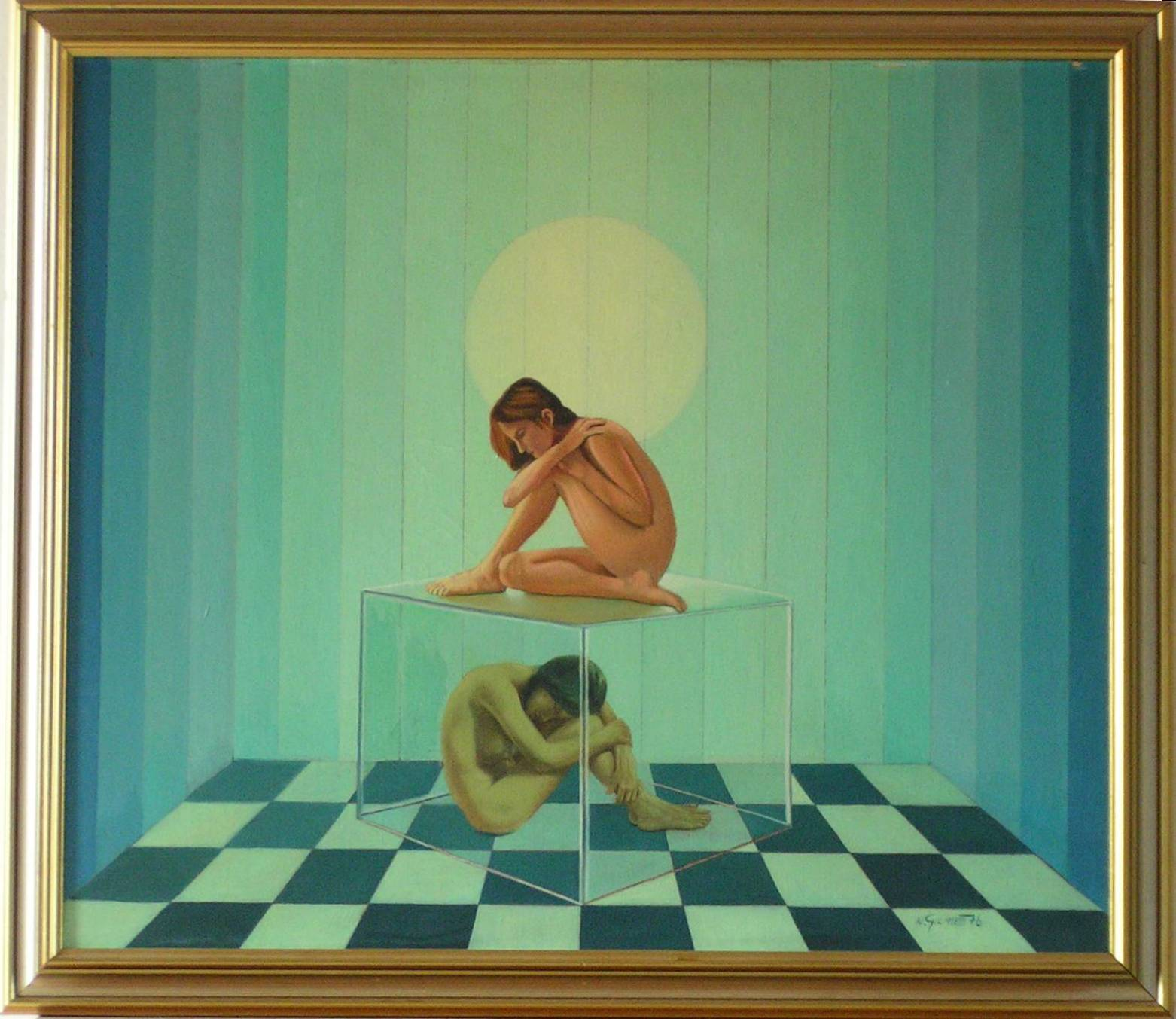
C... come condizionamento

Il Surrealismo fu per lui la «lingua più congeniale ad esprimere osservazioni, pulsioni, riflessioni»: «una personalità e un discorso d'impegno che sostengono uno stile, anziché esserne sostenuti». 
In sostanza Girometti operò il «recupero del Surrealismo non ripreso passivamente, bensì sentito come forte stimolo grazie al quale la fantasia riesce a far valere i propri diritti».
Una «vasta cultura umanista» «rappresenta l'elemento indispensabile per meglio realizzare se stesso senza mai cadere in compiaciuti intellettualismi» e fornisce «spunti classici a nuove invenzioni semantiche del tratto»; insieme ad «un'evidente regola di moralità» costituisce inoltre la base per un «incessante lavoro di osservazione e di ricerca»: le «tele sono il risultato della presa di possesso della coscienza, come dice lo stesso pittore», un uomo che «ha scavato tenacemente dentro se stesso alla ricerca dei propri mezzi e delle sue specifiche tendenze naturali».
Secondo Gian Mario Olivieri, per contro, «le allusioni letterarie nel campo figurativo, le relazioni intellettuali e le citazioni classiche, i colori vivi e sensibilizzati» accostano William Girometti al Realismo fantastico, insieme a quegli artisti che lavorano «ad un concetto ideale» e fanno «uso cosciente del proprio mezzo per realizzarlo».
Diversi critici hanno ipotizzato l'interpretazione di alcune opere in particolare, sempre sottolineandone la «non facile lettura» e la «profondità di indagine», e la categorizzazione dei temi trattati in generale: dai temi di «natura esistenziale e di lirica ispirazione», ai «temi di ordine sociale ed ecologico».
Nella grafica «il tema ispiratore della infanzia soprattutto, e della donna intesa come soggetto umano, è intrecciato a metafore»; si evidenziano da un lato la «raffinatezza di certi strumenti musicali dai cui squarci emergono con pudica discrezione enigmatiche figure infantili», dall'altro la «costante presenza del motivo del fanciullo assunto dall'artista a simboleggiare la speranza di un futuro migliore» attraverso la «continua rigenerazione biologica e sociale».

## Alcune opere

### 1965-1973
- Ritratto di Nabore Tosati, padre della moglie, proprietà della figlia
- Ritratto di Papa Giovanni XXIII, collezione privata
- La moderna dimensione della donna, collezione privata
- Siamo preparati alla vita in comune?, medaglia d'oro[20] alla Seconda Rassegna Internazionale di Pittura "Premio Alba 1974"; collezione privata
- Scelta anticonformista, collezione privata
- Partita impegnativa, medaglia d'argento[21] al Secondo premio di pittura contemporanea "Città di Vergato", 1974; medaglia d'oro[22] alla Seconda Rassegna Internazionale di Pittura "Premio Alba 1974"; proprietà della figlia
- Colonna sonora (omaggio a P.I. Tchaikovsky), medaglia d'oro[23] alla Seconda Rassegna Internazionale di Pittura "Premio Alba 1974"; proprietà della figlia Ritratto di signora ignota

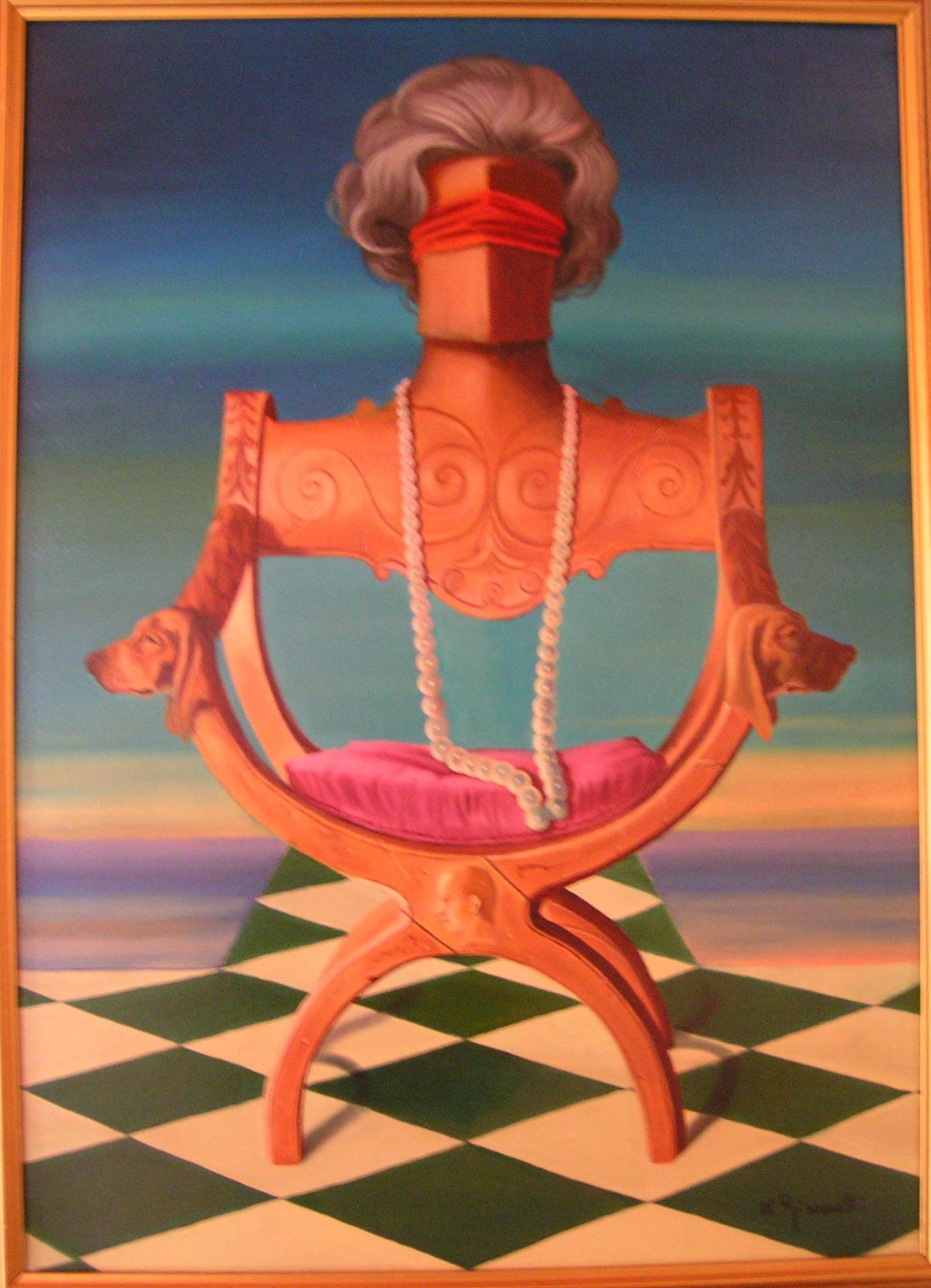
Ritratto di signora ignota

- Tempo di stress, collezione privata
- Recondite aspirazioni, collezione privata
- L'attualità di Shakespeare, primo premio[24] al concorso "L'arte a difesa della natura", 1974; collezione privata
- Ritratto di signora ignota, medaglia d'argento al Secondo premio di pittura contemporanea "Città di Vergato", 1974; proprietà della figlia
- Ritratto della sig.ra Tilde**, collezione privata
- Proteso a nuove conquiste, medaglia d'argento[25] al Secondo premio di pittura contemporanea "Città di Vergato", 1974; coppa artistica[26] al Primo Concorso Nazionale di Pittura, Grafica e Poesia dei Colli Euganei "Omaggio a Francesco Petrarca", 1974; collezione privata
- Discorso su tema ecologico, primo premio[27] al concorso "L'arte a difesa della natura", 1974
- Vagheggiamenti d'un drogato, medaglia di bronzo al Concorso Nazionale "Sotto i Portici", 1974; proprietà della figlia
- Rinuncia forzata, collezione privata
- Bononia goliardica, collezione privata
- Calamità naturale, targa d'argento al Premio Internazionale di Pittura, Scultura e Grafica "Il Pennello d'Oro", 1974; proprietà della figlia
- Momenti distensivi, collezione privata
- In attesa di giudizio, medaglia d'oro al Secondo Premio di Pittura "Vecchia Varese", 1974; trofeo Meeting al Meeting Interregionale di Pittura "Premio Città di Trecate", 1974; proprietà della figlia
- La stupidità, un male inguaribile, coppa artistica[21] al Primo Concorso Nazionale di Pittura, Grafica e Poesia dei Colli Euganei "Omaggio a Francesco Petrarca", 1974; proprietà della figlia
- Alla ricerca di una platea, collezione privata
- Riepilogando un discorso, collezione privata

### 1974-1981
- Trasformare, significa migliorare?, collezione privata
- Cultura come fatto sociale, proprietà della figlia[28]
- Nello spazio e nel tempo (omaggio a L. V. Beethoven), proprietà della figlia
- Realtà incombente, coppa artistica al Premio di Pittura "Natale del Pittore", 1975; collezione privata
- Nuove prospettive per un mondo decadente, proprietà della figlia
- Idee per una tela bianca, collezione privata
- Spettacolo giovane, proprietà della figlia
- Disamina della verità obiettiva, primo premio al concorso Primo Premio Nazionale di Pittura "Portici" 1977, segnalato dall'UNICEF per l'Anno internazionale del bambino (1979) e pubblicato in copertina dalla rivista Simpatia e Amicizia nel gennaio 1979; proprietà della figlia
- Restauro come terapia, proprietà della figlia
- Problema non risolto, medaglia d'oro alla Prima Quadriennale Europea d'Arte Contemporanea, 1974; proprietà della figlia
- C... come condizionamento, secondo premio al merito artistico al Premio Internazionale di Pittura "Dante Alighieri", 1976; proprietà della figlia
- Dialettica illusoria, proprietà della figlia
- Escalation indiscriminata, proprietà della figlia
- L'idolo di tutti i tempi, proprietà della figlia
- Sussurri burleschi, collezione privata
- Autoritratto, proprietà della figlia
- Ritratto d'un pittore entomologo, proprietà della figlia Senza titolo

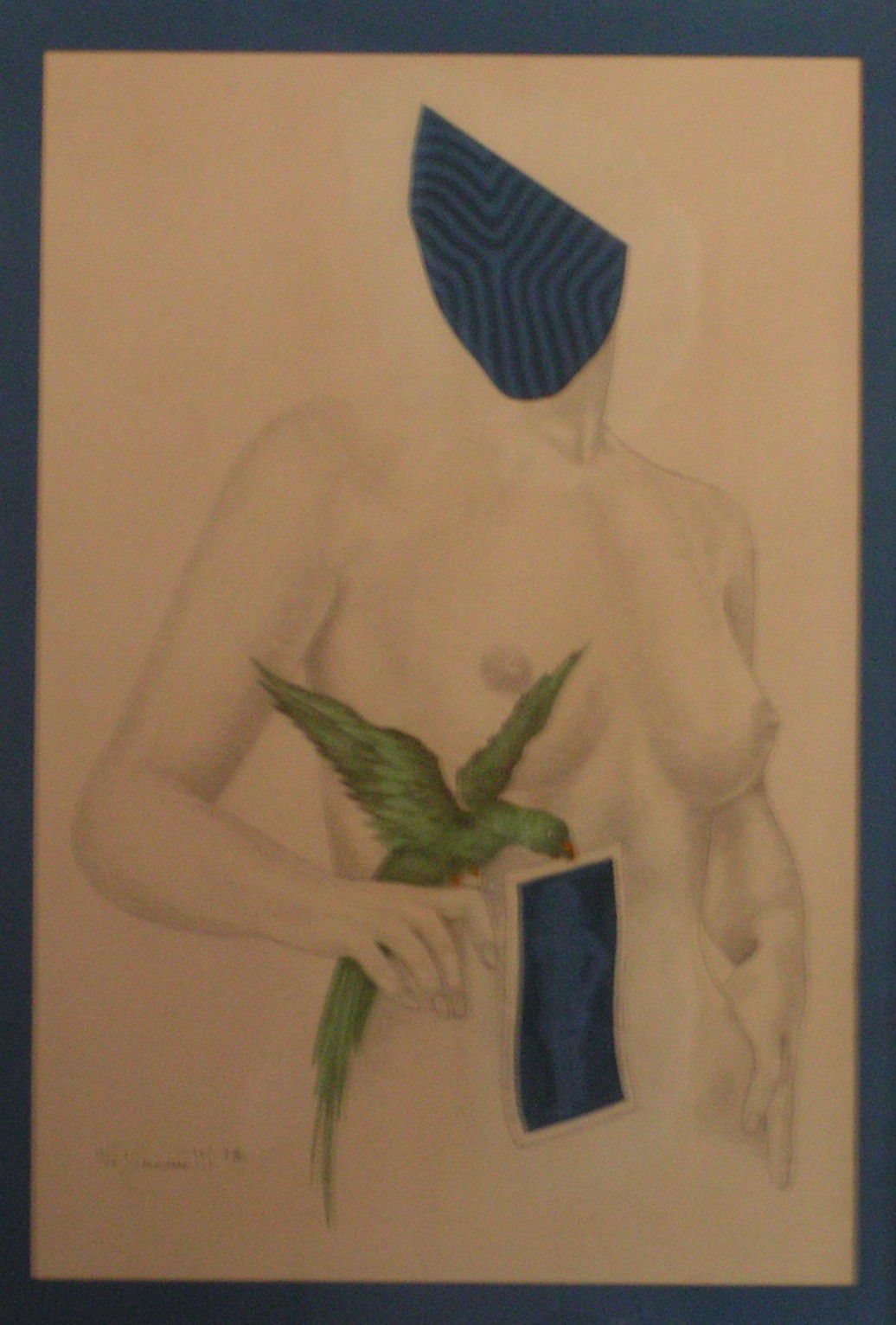
Senza titolo

- Ritratto introspettivo di Marco**, collezione privata
- Il fantasioso mondo di Simone, collezione privata
- Libertà soffocata, proprietà della figlia
- La proposizione oggettiva, proprietà della figlia
- Enigmatico futuro, MAS Museo d'arte e scienza di Milano[29]
- Spontaneità preclusa, intitolato anche Giovane studente[30], primo premio al Terzo Premio Annuale di Pittura "Portici", 1979; proprietà della figlia
- Squarcio ecologico, collezione privata
- Visto: si nasca (dall'omonimo romanzo di F. Bertelli), collezione privata
- Esistenza nel riflesso della libertà, proprietà della figlia
- Armonie della natura, premio speciale Trofeo "C. Magistretti" al Primo Premio di Pittura "Vecchia Modena", 1975; collezione privata
- The great symphony, collezione privata
- I sogni nel cassetto, proprietà della figlia
- Improrogabile ricerca di nuovi orizzonti, collezione privata
- Fantasia di note, collezione privata
- Molecole d'amicizia, proprietà della figlia
- Ispirazione sopita, targa d'argento al Premio Internazionale di Pittura, Scultura e Grafica "Il Pennello d'Oro", 1974; collezione privata
- Artistiche aspirazioni, collezione privata
- Ritratto della moglie Luciana, proprietà della figlia
- Scambio ambivalente, collezione privata
- La faccia nascosta, collezione privata
- Dinamica del potere, proprietà della figlia

### 1982-1991
- Riflessioni adolescenziali, collezione privata
- The top model, collezione privata
- Il nome della Rosa (dall'omonimo romanzo di U. Eco), proprietà della figlia
- Omaggio a Thomas Schippers, proprietà della figlia
- Il castello di Mespelbrunn, proprietà della figlia
- Senza titolo (omaggio a Pier Paolo Pasolini), proprietà della figlia
- Il bonsai, collezione privata
- Fragilità sommersa, proprietà della figlia

## Mostre personali

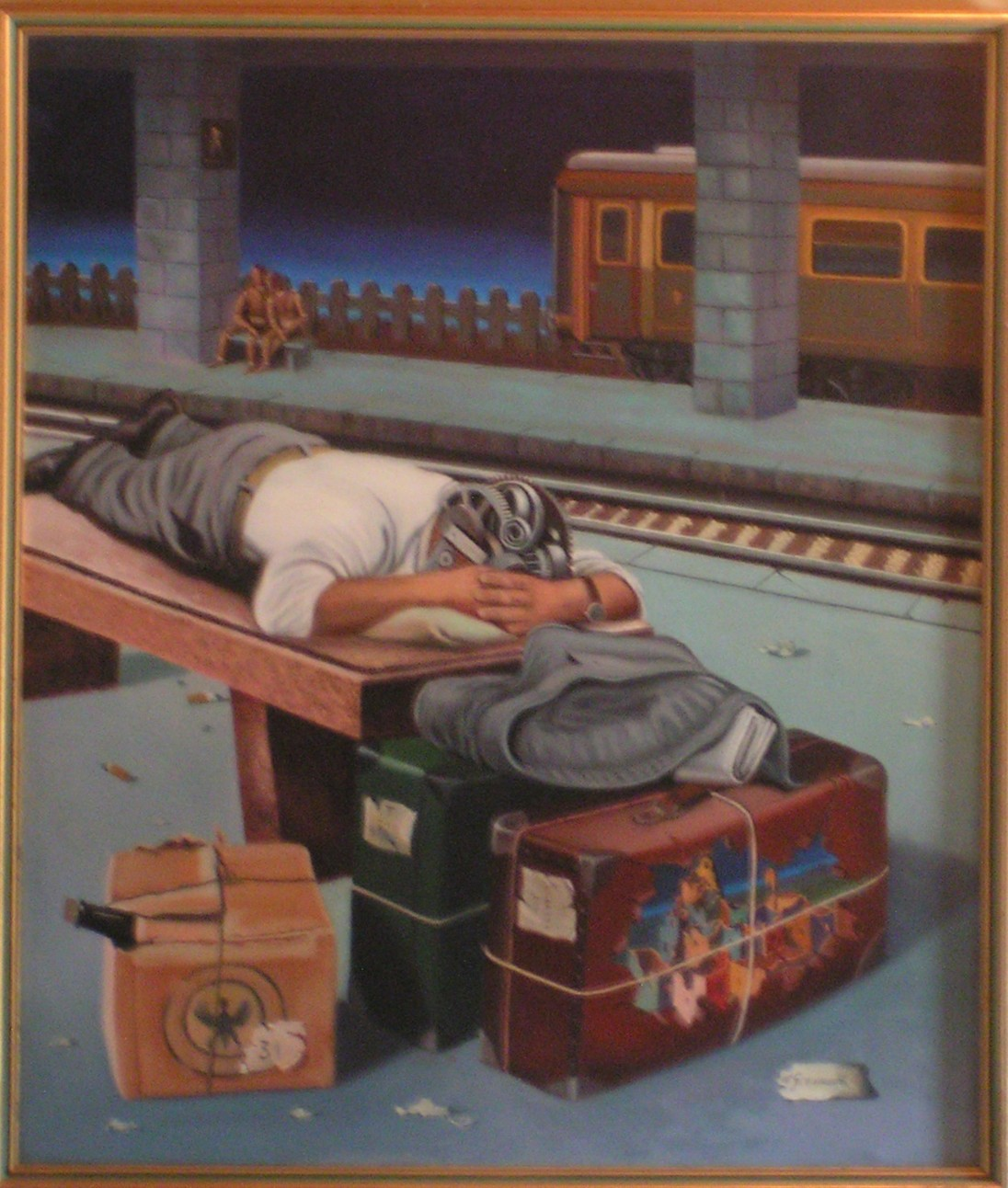
Problema non risolto

- 1973: Bologna, William Girometti, Galleria d'Arte Il Collezionista[31], 24 novembre-6 dicembre
- 1974: Firenze, William Girometti, Galleria d'Arte Spinetti, 23 novembre-5 dicembre
- 1975: Modena, William Girometti, Galleria d'Arte Selezione d'arte e cultura, 15-28 febbraio[32]
- 1975: Lerici, William Girometti, Galleria d'Arte La Cattedrale, 1-8 marzo
- 1975: Carrara, William Girometti, Galleria d'Arte Carrara, 26 aprile-9 maggio
- 1976: Monaco di Baviera, Girometti William, Völkerkundemuseum, Berufsverband Bildender Künstler, 30 gennaio-29 febbraio
- 1977: Ravenna, William Girometti, Galleria d'Arte Il Coccio, 30 dicembre 1976-14 gennaio 1977
- 1977: Bologna, William Girometti, Galleria d'Arte La Buca dell'Artista, 20 marzo-3 aprile
- 1977: Bologna, William Girometti, Galleria d'Arte Portici, 26 marzo-3 aprile
- 1978: Milano, William Girometti, Galleria d'Arte Zecchillo D'Essai, 1-14 febbraio
- 1979: Bologna, William Girometti, Galleria d'Arte Vetrina D'Essai, 2-21 dicembre
- 1981: Modena, William Girometti, Galleria d'Arte Emilia, 31 gennaio-20 febbraio
- 1998: Bologna, Le stagioni di un artista: un itinerario di vita artistica fra sculture, disegni, pittura. Retrospettiva dedicata a William Girometti, Sala Silentium, 21 aprile-3 maggio[33]
- 2024: Mantova, William Girometti - Rigore e metamorfosi, Museo diocesano Francesco Gonzaga, 10-25 febbraio.[34]

## Esposizioni collettive
- 1975: Porto Verde (Misano Adriatico), Comunità Europea Artisti, 2-23 agosto
- 1977: Bologna, Commissione Cultura Sport e Tempo Libero, 1º maggio-5 giugno

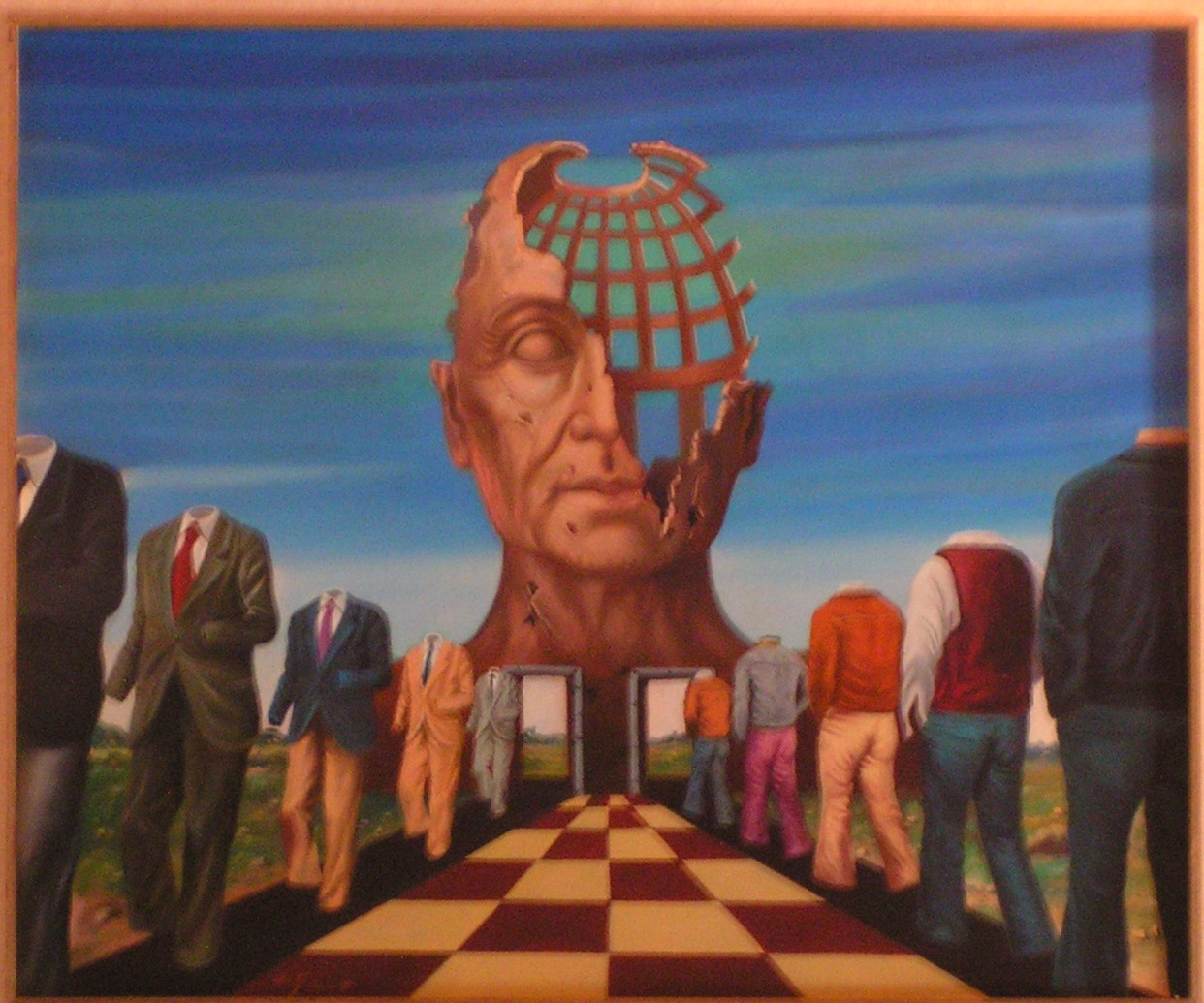
Restauro come terapia

- 1978: Bologna, Galleria d'Arte Portici, 3-19 gennaio
- 1978: Bologna, Teatro Comunale, 8-10 dicembre
- 1979: Modena e Pinarella di Cervia, Galleria d'Arte Ghirlandina Arte, 1º giugno-30 settembre
- 1980: Bologna, Centro Arte e Ricerca, 14-30 giugno
- 1980: Bologna, Circolo Artistico, 21 giugno-13 luglio
- 1981: Bologna, Museo Civico, 30 luglio-2 agosto
- 1981: Bologna, Palazzo d'Accursio, Salone d'Ercole, 2-31 dicembre
- 1982: Altedo, Sala Rinascita, 22-23 maggio
- 1983: Genova-Cornigliano, Palazzo Bombrini, 14-24 gennaio
- 1983: Altedo, Sala Rinascita, 28-31 maggio
- 1987: Bologna, Palazzo Re Enzo, Sala dei Trecento
- 1998: Bologna, Primavera Spring Printemps: mostra di pittura all'aperto, Piazzetta di via San Nicolò, 29-31 maggio[35]
- 2024: Milano, MAS Museo d'arte e scienza, "Otto sguardi d'autore", a cura dell’Enciclopedia d’Arte Italiana, 27 gennaio-5 febbraio.[36]

## Premi e riconoscimenti
- 1974: Premio Internazionale di Pittura "L'Arte a difesa della natura", organizzato da Il Notiziario Ecologico - organo ufficiale dell'Istituto Nazionale di Ecologia di Roma. Primo premio con soggiorno di 15 gg. per due persone a Bova RC
- 1974: Secondo premio di pittura contemporanea "Città di Vergato", organizzato dal Comitato Ente Fiera - Valle del Reno. Medaglia d'argento
- 1974: Seconda Rassegna Internazionale di Pittura "Premio Alba 1974", organizzata dalla Galleria d'Arte Moderna "Alba" di Ferrara. Medaglia d'oro
- 1974: Primo Concorso Nazionale di Pittura, Grafica e Poesia dei Colli Euganei "Omaggio a Francesco Petrarca", organizzato dal C.I.F. di Cinto Euganeo e da Il Centro di Cultura. Coppa artistica
- 1974: Quattordicesima Mostra di Pittura "Sotto i Portici", Concorso Nazionale organizzato dal Circolo Amici dell'Arte - Pieve di Cento (Bologna). Medaglia di bronzo
- 1974: Secondo Premio di Pittura "Vecchia Varese", organizzato da "Il Gestore" con il Patrocinio dell'Associazione Amici del Quadrato. Medaglia d'oro con diritto ad una "personale" a Milano
- 1974: Premio Internazionale di Pittura, Scultura e Grafica "Il Pennello d'Oro", organizzato dall'Associazione Pro Corno Giovine (Milano), dal Comune e dall'Ente Provinciale per il Turismo di Milano. Targa d'argento
- 1974: Meeting Interregionale di Pittura "Premio Città di Trecate", organizzato dal Comune di Trecate (Novara) e con il patrocinio dei massimi Enti Culturali. Trofeo meeting
- 1974: Prima Quadriennale Europea d'Arte Contemporanea - Roma, organizzata dalla Segreteria Provinciale Siaba, dall'Istituto Belle Arti e con il patrocinio C.E.I. Medaglia d'oro
- 1975: Primo Premio di Pittura "Vecchia Modena", organizzato da Selezione d'Arte e Cultura. Trofeo "C. Magistretti"
- 1975: Premio di Pittura "Natale del Pittore", organizzato dall'Associazione Culturale "Amici del Quadrato" - Varese. Coppa artistica
- 1976: Premio Internazionale di Pittura "Dante Alighieri", organizzato dall'Ente Premi del Circolo della Stampa - Roma. Secondo premio al merito artistico.
- 1977: Primo Premio Nazionale di Pittura "Portici", organizzato dalla Galleria d'Arte "Portici" di Bologna. Primo premio
- 1979: Terzo Premio Annuale di Pittura "Portici", organizzato dalla Galleria d'Arte "Portici" di Bologna. Primo premio
- 1979: Il quadro Disamina della verità obiettiva fu segnalato dall'UNICEF per l'anno internazionale del ragazzo e del fanciullo (1979) e pubblicato in copertina dalla rivista Simpatia e Amicizia nel gennaio 1979
- 2024: Tre opere di grafica vengono acquisite dal MAS Museo d'arte e scienza di Milano,[29] esposte nel corso di varie iniziative insieme alle altre collezioni museali.[37]

## Galleria d'immagini

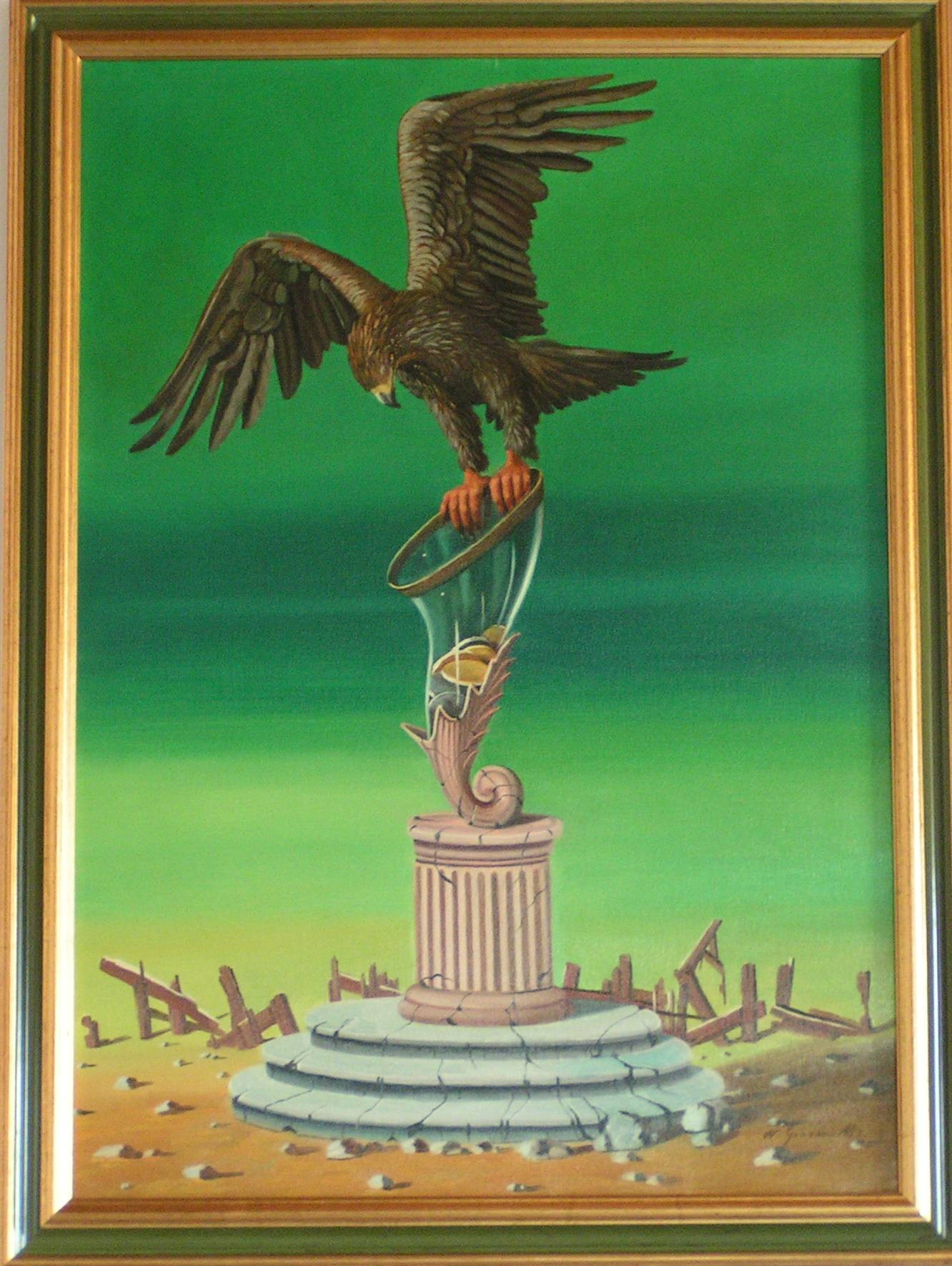
L'idolo di tutti i tempi
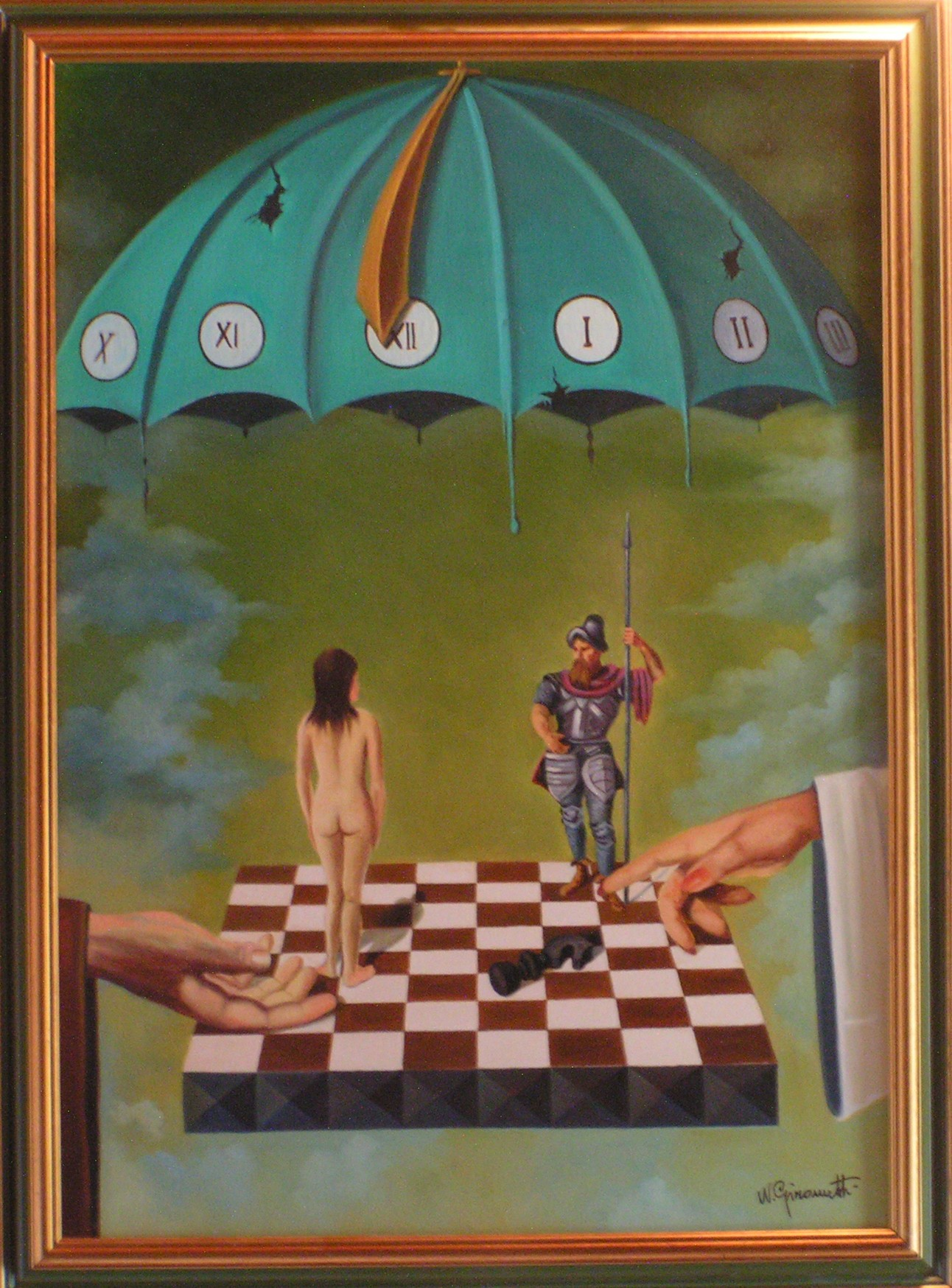
Partita impegnativa
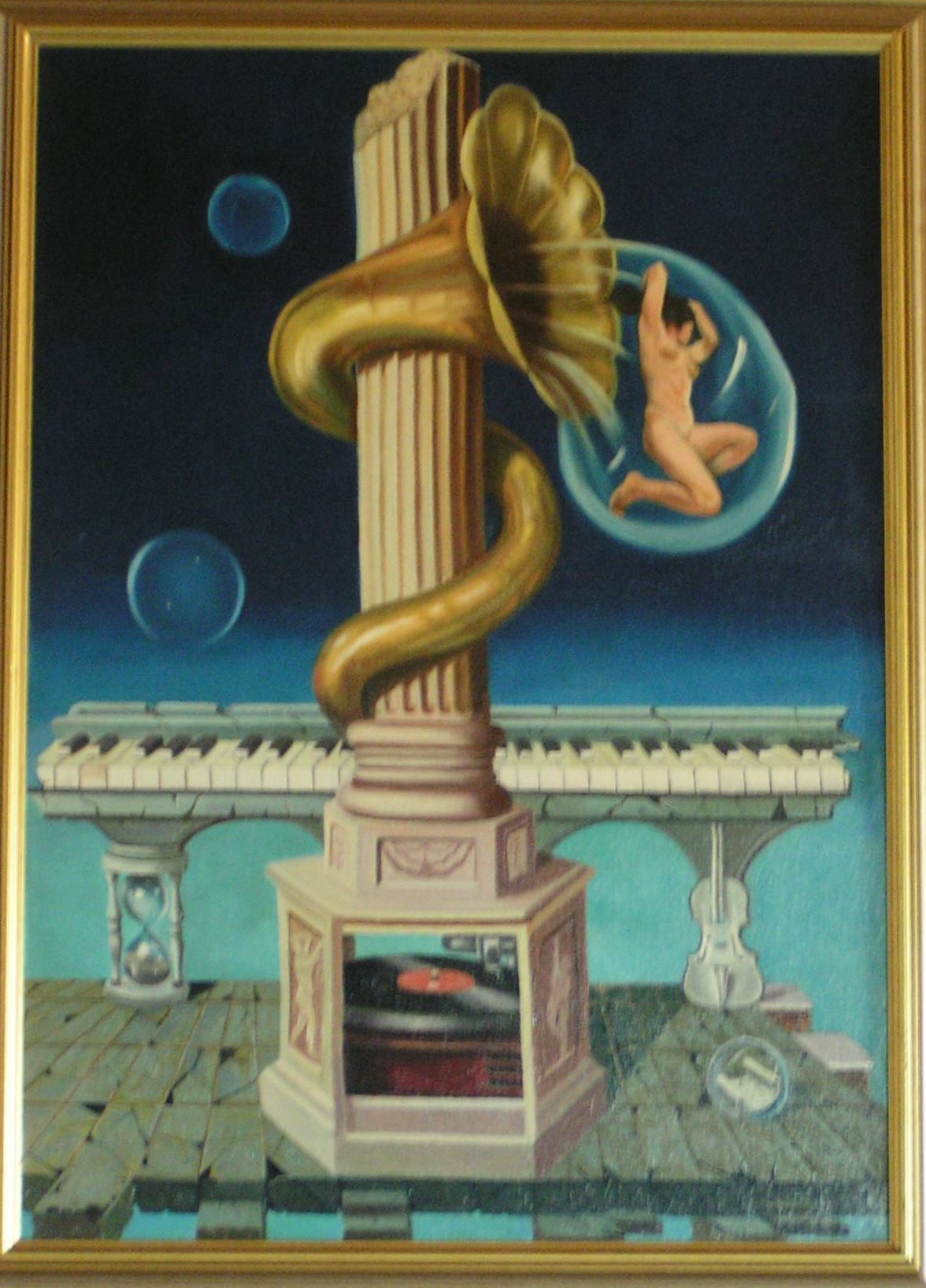
Colonna sonora (omaggio a P.I.Tchaikovsky)
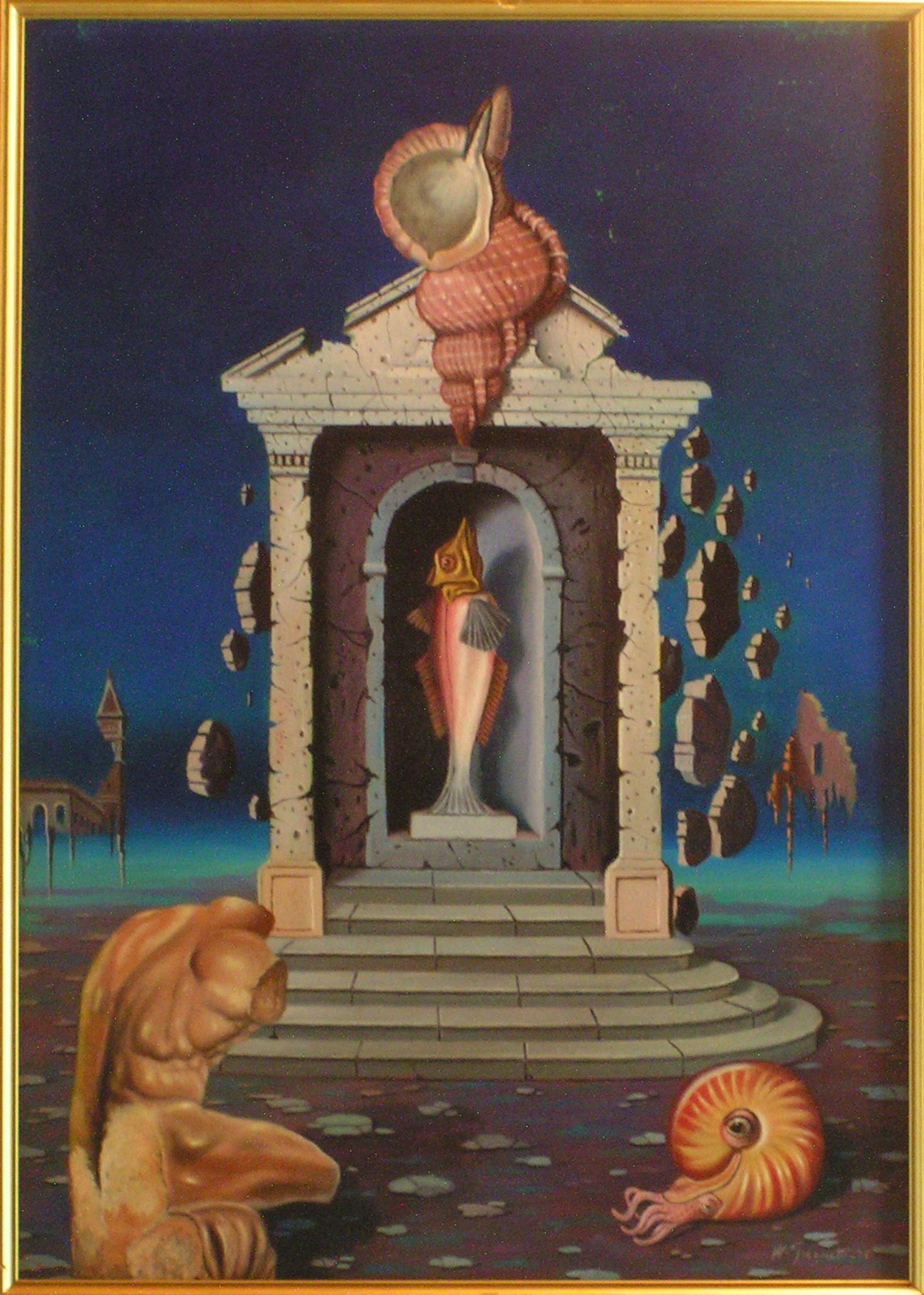
Escalation indiscriminata
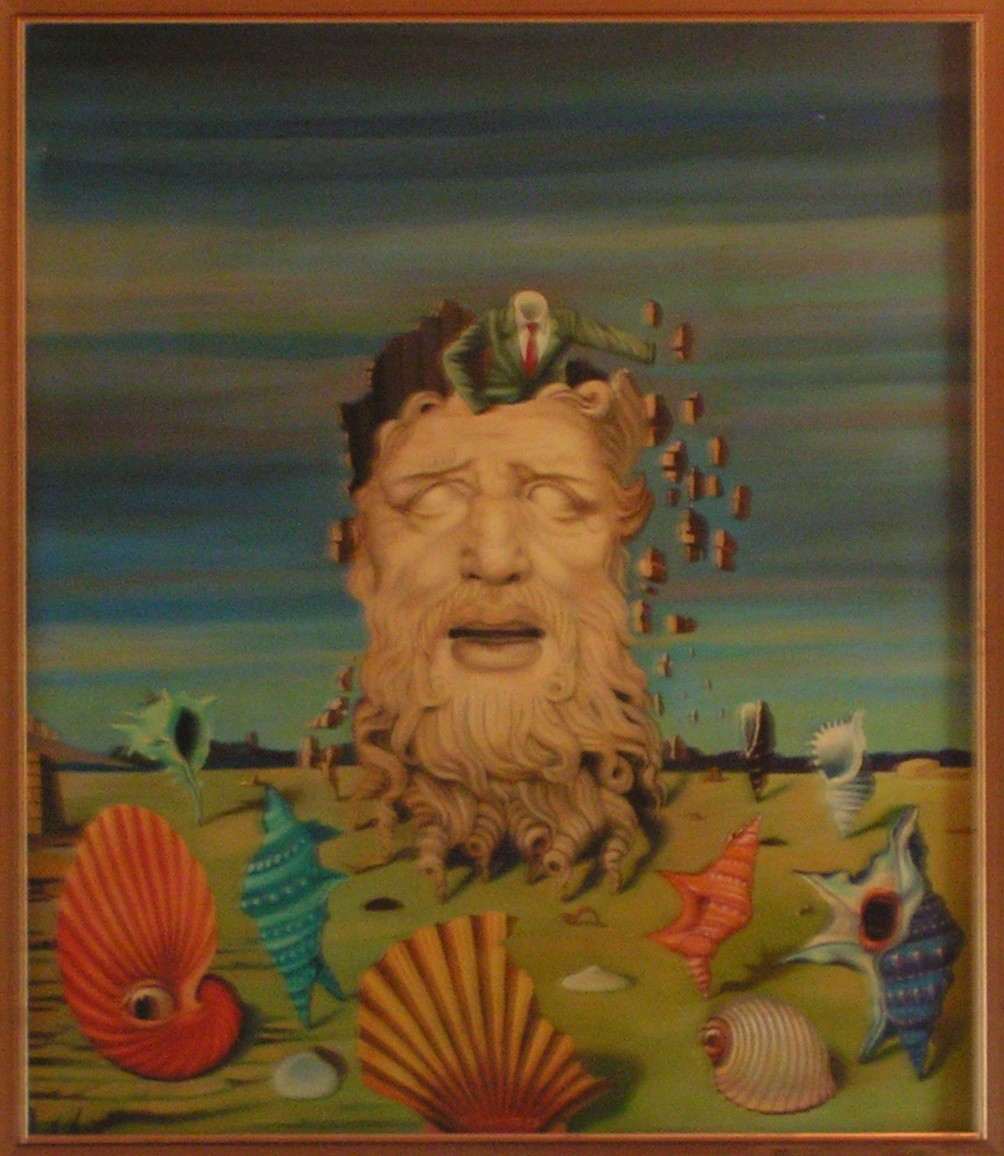
Dialettica illusoria
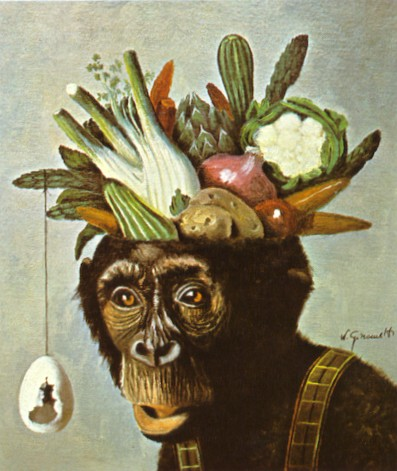
La stupidità, un male inguaribile
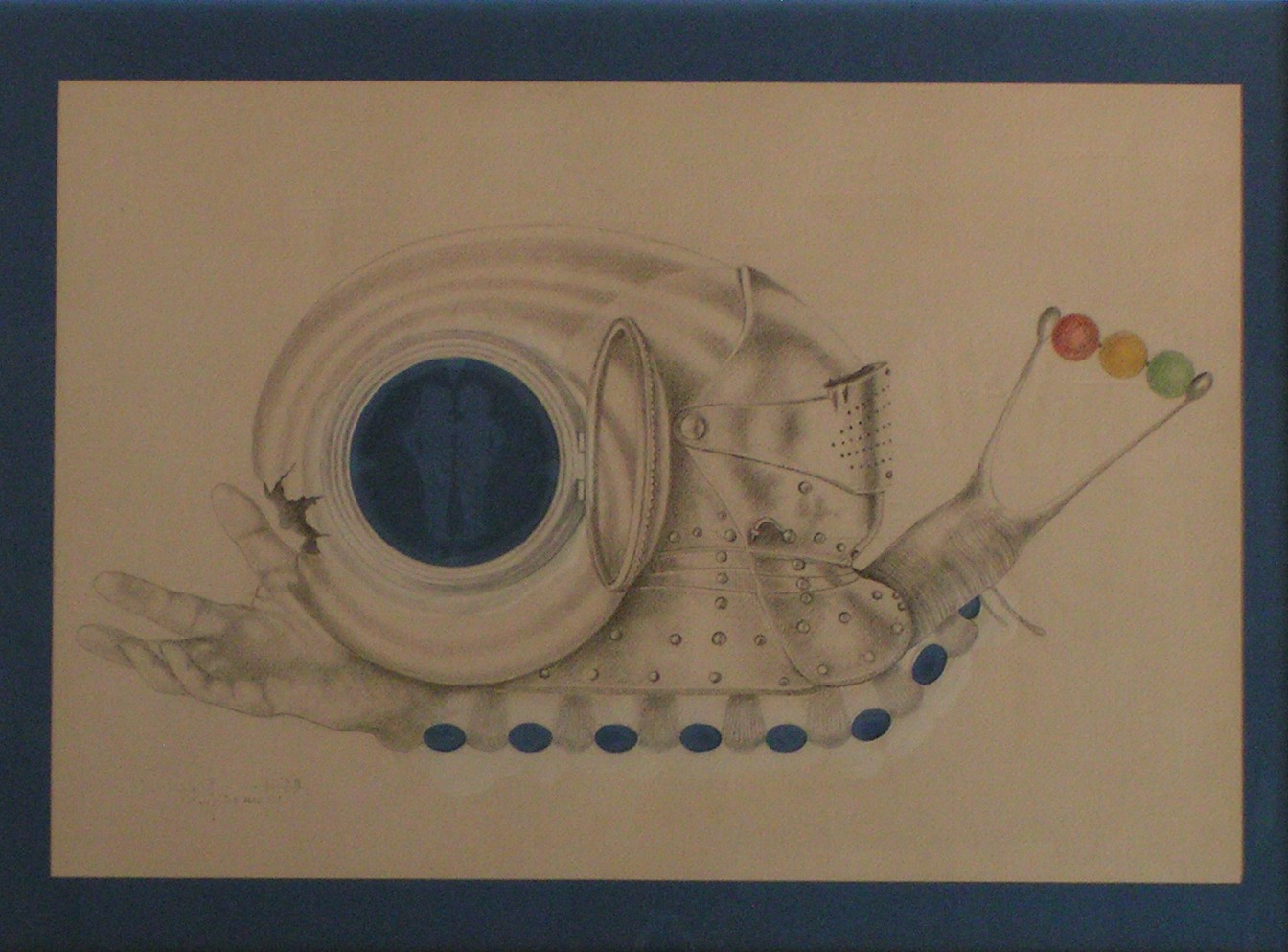
Enigmatico futuro
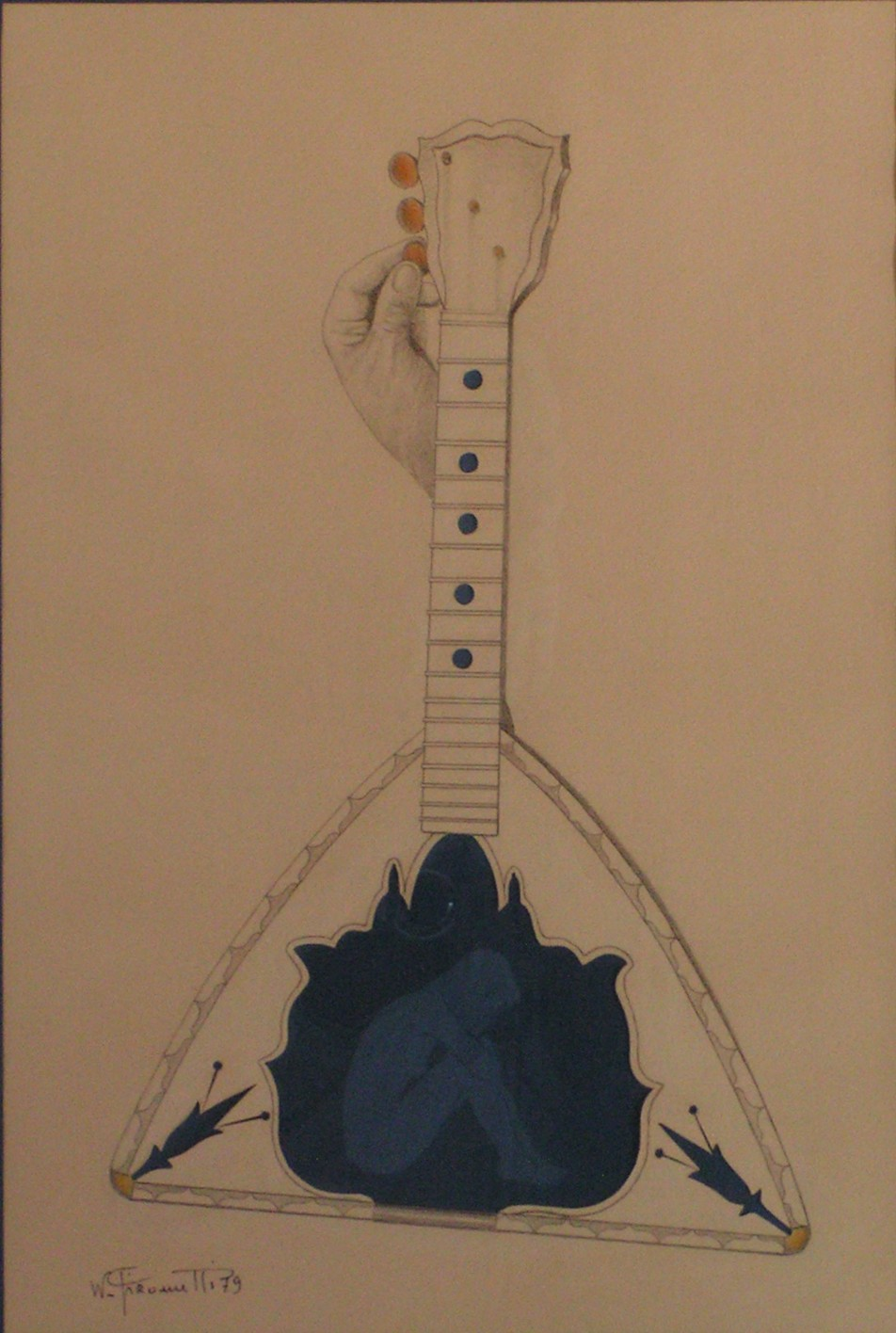
Senza titolo (La balalaika)
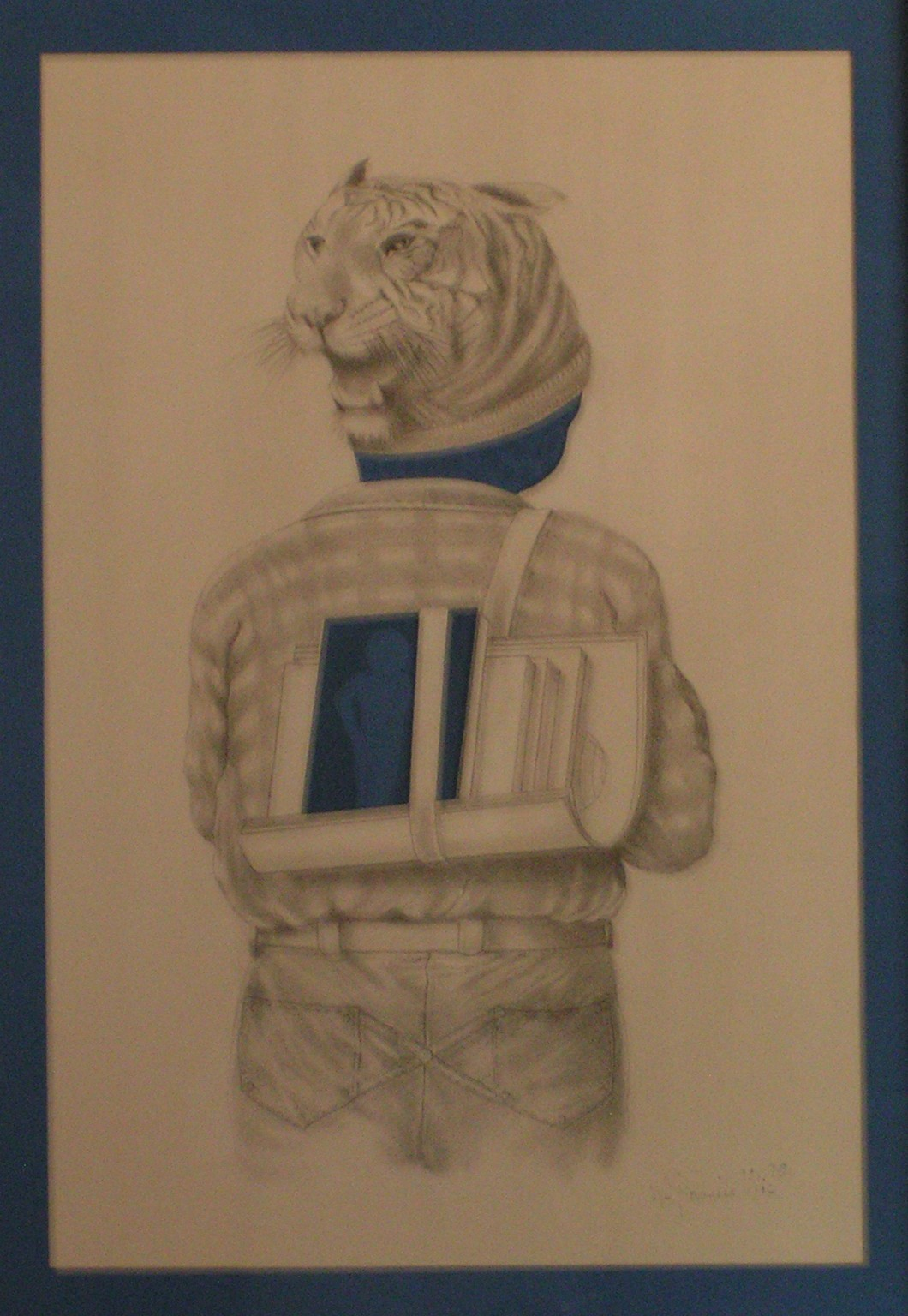
Spontaneità preclusa (Giovane studente)
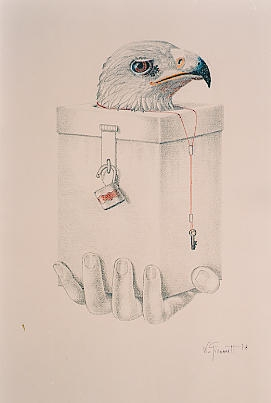
Libertà soffocata
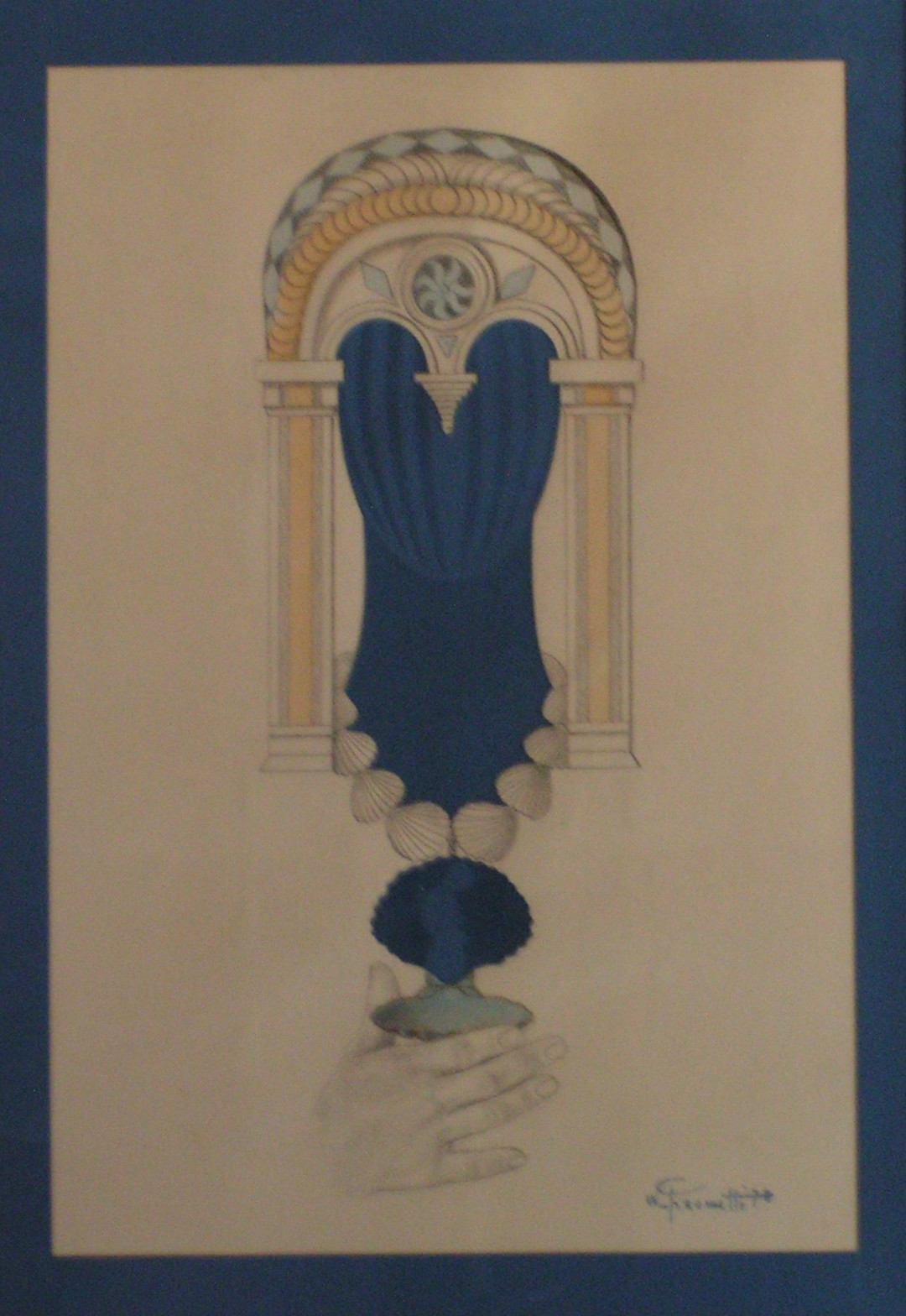
Senza titolo
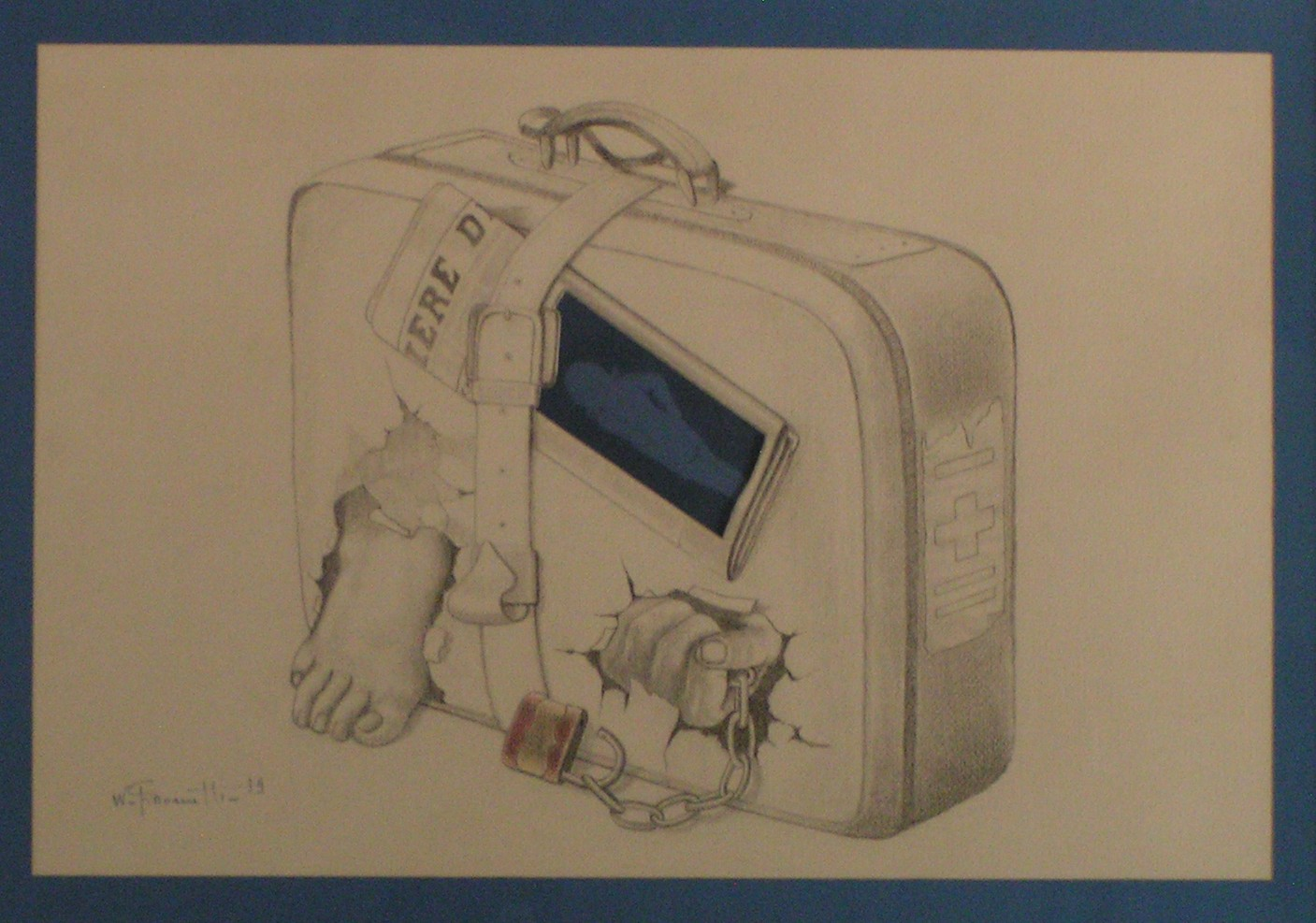
Senza titolo

## Collegamenti esterni

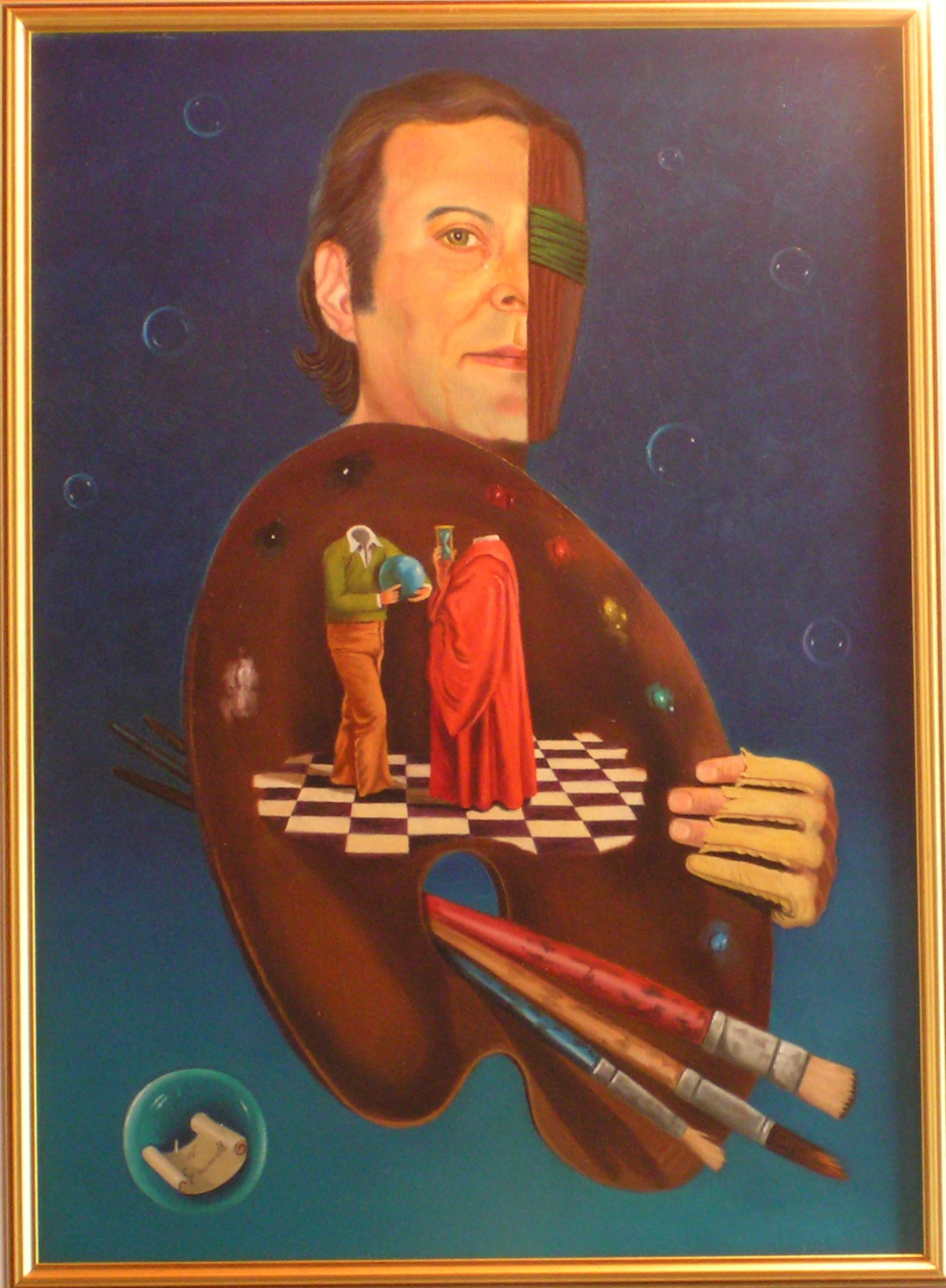
William Girometti - Autoritratto